# بدفورد (تگزاس)
بدفورد، تگزاس(به انگلیسی: Bedford, Texas) شهری در ایالت تگزاس از ایالات جنوبی ایالات متحده آمریکا است. در سرشماری سال ۲۰۰۰، جمعیت این شهر ۴۸۷۵۲ نفر اعلام شد.